# 马丁·克努森
马丁·克努森（Martin Hans Christian Knudsen，（1871年2月15日—1949年5月27日））是一名丹麦物理学家，在丹麦技术大学任教和研究。

## 生平
1895年，克努森获得大学金制奖章，并于次年获得物理学硕士学位。1901年成为大学物理学讲师，1912年在Christian Christiansen教授离任后，克努森继任了他的职位。直到1941年退休。

## 成就
马丁·克努森以研究分子动力学理论和气体中的低压现象而闻名。以他的名字命名的有：克努森容器、克努森流、Knudsen diffusion、Knudsen equation、克努森数、克努森气体、克努森层、Knudsen absolute manometer、Knudsen pump。他的著作《分子运动论》（The Kinetic Theory of Gases(伦敦, 1934年)）包含了他的主要研究成果。
1936年获得亞歷山大·阿加西茲勳章，以及丹麦国旗勋章。